# Distrito electoral de Highland (condado de Lancaster, Nebraska)
Highland (en inglés: Highland Precinct) es un distrito electoral ubicado en el condado de Lancaster en el estado estadounidense de Nebraska. En el Censo de 2010 tenía una población de 525 habitantes y una densidad poblacional de 5,64 personas por km².

## Geografía
Highland se encuentra ubicado en las coordenadas 40°39′40″N 96°50′53″O / 40.66111, -96.84806. Según la Oficina del Censo de los Estados Unidos, Highland tiene una superficie total de 93.1 km², de la cual 92.45 km² corresponden a tierra firme y (0.7%) 0.65 km² es agua.

## Demografía
Según el censo de 2010, había 525 personas residiendo en Highland. La densidad de población era de 5,64 hab./km². De los 525 habitantes, Highland estaba compuesto por el 97.52% blancos, el 0.38% eran afroamericanos, el 0.19% eran amerindios, el 0% eran asiáticos, el 0% eran isleños del Pacífico, el 1.14% eran de otras razas y el 0.76% pertenecían a dos o más razas. Del total de la población el 2.48% eran hispanos o latinos de cualquier raza.